# Shohachi Ishii
Shohachi Ishii (in giapponese: 石井庄八; Tokyo, 20 settembre 1926 – 4 gennaio 1980) è stato un lottatore giapponese, specializzato nella lotta libera.

## Palmarès

### Olimpiadi
- Oro a Helsinki 1952 nei pesi gallo.